# Edinburg (Missouri)
Edinburg – jednostka osadnicza w Stanach Zjednoczonych, w stanie Missouri, w hrabstwie Grundy.